# Candela Serrat
Candela Serrat Tiffón (Barcelona, 14 de novembro de 1986) é uma atriz espanhola.

## Biografia
Candela é filha mais nova do cantor Joan Manuel Serrat e da modelo Candela Tiffón. Formou-se na escola de teatro London Academy og Music and Dramatic Art em Londres e no laboratório William Layton (Madrid).
Atualmente mora em Madrid com seu noivo Daniel Muriel.

## Filmografia

### Televisão
- Seis hermanas, como Celia Silva.[4]
- La Riera, como Alba Comas (T4, T5).

## Teatro
- El loco de los balcones, como Ileana. - Direção: Gustavo Tambascio. De 17 de setembro a 19 de outubro de 2014.
- oña Rosita la soltera, como una de las gemelas - Direção: Joan Ollé. De 27 de fevereiro a 6 de abril de 2014
- Espíritus vivos, personas muertas - Direção: Sergi Vizcaíno. De 30 de outubro a 23 de novembro de 2013.
- Taxi...Al TNC! - Direção: Xavier Albertí. De 02 a 6 de outubro de 2013.
- Frankenstein - Direção: Juanma Gómez[5], texto adaptado por Alberto Conejero a partir da novela Frankenstein o el moderno Prometeo. Dee 02 de agosto a 02 de setembro de 2012.
- Julio César, como Porcia, Calpurnia, uma criada. - Direção: Francisco Vidal, texto adaptado por Fernando Sansegundo. Desde  01 de dezembro de 2011
- La alegría de vivir, como Gilda. - Direção: Francisco Vidal, texto adaptado por José Ramón Fernández. De 05 de outubro a 20 de novembro de 2011.[6] [7]

## Prêmios e recompensas
Andalesgai a la visibilidad (2015), junto com o seu companheiro Luz Valdenebro, por seus papéis na série seis hermanas.